# Ernst Friedrich Fabian von Saucken-Tarputschen
Ernst Friedrich Fabian von Saucken-Tarputschen, né le 24 août 1791 à Wickerau (en) et mort le 25 avril 1854 à Tarputschen (de), arrondissement de Darkehmen (de), est un militaire, propriétaire terrien et homme politique prussien, membre du Parlement de Francfort de 1848 à 1849 et de la Chambre des représentants de Prusse de 1850 à 1852.

## Biographie
Saucken-Tarputschen est né le 24 août 1791 à Wickerau (en), près de Preußisch Holland, dans la province de Prusse-Orientale. Il est issu de l'ancienne famille noble prussienne von Saucken et le fils du propriétaire terrien et lieutenant royal Ernst Wilhelm Christoph von Saucken (1758-1817) et de son épouse Christine Amalie Austin (1764-1833). L'un de ses frères est l'homme politique August von Saucken-Julienfelde (de) et sa sœur Amalie (1795-1858) épouse en 1814 le général Karl Christian von Weyrach.
Fahnenjunker (élève-officier) dans l'armée prussienne de 1805 à 1806, il est ensuite sous-lieutenant dans le régiment de dragons « von Esebeck » puis dans le 2e régiment de dragons prussien-occidental, basés à Insterbourg, de 1806 à 1816. Dans le cadre des guerres napoléoniennes, il prend part à la guerre de la Quatrième Coalition (1806-1807), dans le corps d'armée L'Estocq ; à la campagne de Russie (1812), dans le 10e corps d'armée ; ainsi qu'aux campagnes d'Allemagne (1813) et de France (1814) et à la guerre de la Septième Coalition (1815) dans le 3e corps d'armée. Il participe notamment aux batailles de Großbeeren (août 1813) et de Leipzig (octobre 1813), au combat de Crespy (juin 1815) et, au sein du 4e puis du 3e corps d'armée, à l'occupation de Paris.
En 1816, il quitte l'armée avec le grade de Rittmeister (maître de cavalerie) et se marie une première fois. Un an plus tard, il s'établit comme administrateur au domaine seigneurial de Tarputschen (de), près de Darkehmen, en Prusse-Orientale, dont il devient propriétaire en 1825. Cette même année, après avoir fait partie de 1822 à 1823 d'une commission chargée d'élaborer des propositions quant à l'établissement de parlements provinciaux (Provinziallandtage), il est élu au parlement provincial de Prusse. Siégeant avec les libéraux, il est brièvement vice-président de l'institution en 1840. Entretemps, il s'est remarié en 1832.
En 1847, il compte parmi les députés provinciaux réunis dans le Parlement uni prussien puis, en 1848, il est élu député au Parlement de Francfort dans la 6e circonscription de la province de Prusse, représentant l'arrondissement d'Angerburg. Il prend ses fonctions le 20 mai, rejoint la fraction Casino (centre-droit) et prend part à la commission chargée d'examiner les propositions relatives au pouvoir central provisoire (à partir du 3 juin), à la députation du régent impérial (juillet) et à la commission chargée des propositions concernant les relations du pouvoir central avec les États, dont il est vice-président à partir du 7 novembre. En mars 1849, il vote pour l'élection du roi de Prusse Frédéric-Guillaume IV comme empereur des Allemands puis, le 20 mai, quitte le Parlement.
Par la suite, Saucken-Tarputschen est encore membre de la Chambre des seigneurs de Prusse de 1849 à 1850 et de la Chambre des représentants de Prusse, où il siège à gauche, de 1850 à 1852. Par ailleurs membre de l'ordre protestant de Saint-Jean, au sein duquel il était chevalier d'honneur (Ehrenritter), il meurt le 25 avril 1854 à Tarputschen, à 62 ans.